# Lennart Hedwall
Lennart Hedwall, född 16 september 1932, är en svensk tonsättare, dirigent och musikvetare. Som dirigent var han under åren 1968–1974 dirigent för Örebro orkesterstiftelse och Örebro kammarorkester, föregångare till dagens Svenska Kammarorkestern, och 1960–1985 framträdde han ofta som dirigent i radio. Han har även varit verksam som pianist/ackompanjatör, cembalo- och hammarklaverspelare och organist.

## Biografi
Hedwall studerade vid musikhögskolorna i Stockholm och Wien (Akademie für Musik und darstellende Kunst) samt i Darmstadt och Paris under 1950-talet. Han disputerade vid Stockholms universitet 1995 på avhandlingen En öfwersigt af musiken inom Wermland. Under sin studietid i Stockholm var Hedwall organist i Huddinge församling (St Mikaels kapell, Segeltorp) och ledde bland annat Huddinge ABF-kör och Bellmanskören. Han var kapellmästare vid Riksteatern 1958–1960, vid Stora teatern i Göteborg 1962–1965, vid Drottningholmsteatern 1966–1970, vid Kungliga Teatern 1967–1968 och vid Örebro Orkesterstiftelse 1968–1974. Av övriga dirigentuppdrag kan nämnas de för akademiska kapellen i Göteborg 1965-1967 och Stockholm 1977-1979 samt för SOR-orkestrarna i Järfälla, Sundbyberg, Nyköping och Lidingö. Han ledde Värmlänningarna i Ransäter i TV 1972 och 1982-1991. Hedwall var lärare vid Statens scenskola i Göteborg 1964-67, vid Statens Musikdramatiska skola och Operahögskolan med vissa avbrott 1968–1997 och vid institutionen för musikvetenskap vid Stockholms universitet 1961-1962, 1978-81 och 1991-1998. Han upprätthöll professuren i dirigering vid Kungl. Musikhögskolan 1980-1981 och var 1981–1983 chef för Musik- och teatermuseet [nu Scenkonstmuseet] i Stockholm.
Hedwall har också varit en flitig skribent i flera musiktidskrifter, främst Musikrevy, och var knuten till DN:s kultursida 1957–1978. Han var tidvis anställd på Sveriges Radios musikavdelning och gjorde även som frilans åtskilliga radioserier som exvis På sångens vingar, Från opera till musical, Stråkdrag från förr, Röster från förr och För operavänner. 1983–1991 var Hedwall ordförande i Wilhelm Peterson-Berger-sällskapet. Han valdes in som medlem i Föreningen svenska tonsättare 1960 och invaldes den 8 maj 1980 som ledamot nr 828 av Kungliga Musikaliska Akademien. Hedwall är också sedan 1995 ledamot av Accademia Filarmonica Bologna.

## Priser och utmärkelser
- 1970 - STIM:s skriftställarpris
- 1973 - Örebro stads kulturstipendium
- 1975 - Birger Sjöberg-priset
- 1979 – Hugo Alfvénpriset
- 1980 – Ledamot nr 828 av Kungliga Musikaliska Akademien
- 1984 - Svenska fonogrampriset (Almqvist-skiva tillsammans med sångerskan Iwa Sörenson)
- 1987 - Medaljen Pro Musica Antiqua
- 1993 – Atterbergpriset
- 1995 – Ledamot av Accademia Filarmonica Bologna
- 2008 – Medaljen för tonkonstens främjande

## Kompositioner

### Operor
- Herr Sleeman kommer (Hjalmar Bergman), ffg Örebro 1979
- Amerika, Amerika (Thomas Mellgren), ffg Karlstad 1983
- Birgittas klädnad, kyrkospelsscen (Bengt v. Wall) 1987

### Orkesterverk
- Fyra symfonier (retrospettiva, elegiaca (ej fullbordad), semplice och seria)
- Orkesterstyckena Sagan (till Örebro konserthus återinvigning 1986), Legend, Sommarpastoral, Intrada och rapsodin Jul igen – en liten tid
- Musik nr 1–5 för stråkorkester, Partita för 13 blåsare m.m.
- Konserter för oboe, violoncell, flöjt, klarinett respektive fagott och orkester

### Kammarmusik
- Metamorfosi för sex instrument, Une petite musique de soir för blåssextett, tre stråkkvartetter, två stråktrior, cembalokvintett, blåsartrio, flera duor för olika instrumentkombinationer, flera soloverk för violin,violoncell, flöjt, oboe, klarinett, altsaxofon resp fagott m.m.
- Pianoverk, bland annat Sonata, Tre Notturni, tre sonatiner, Triptyk samt Preludio e pastorale och Notturno IV för vänster hand (för Tomas Tranströmer)
- Ett stort antal orgelkompositioner, såväl fria som koralbundna, däribland Sonata, fyra sviter, Visione och Orgelmässa
- Många kortare körstycken och närmare 300 sånger

### Utgåvor av äldre musik (urval)
- Carl Jonas Love Almqvist: Klaverfantasier, bl.a. Love Almqvist, Richard Furumo och Nicoline.
- Franz Berwald: Sinfonie sérieuse och Tongemälde I.
- Erik Gustaf Geijer: Pianokvintett, Stråkkvartetter nr 1 o 2, Sonat och Scherzo för piano, sånger.
- Birger Sjöberg: Samlade visor (tillsammans med Ingemar Wizelius).
- Francesco Antonio Uttini: Sinfonior

### Diskografi (urval)
- Canto – musik av Lennart Hedwall. Phono Suecia PSCD144, utgiven 2004. Innehåller: Amerika, Amerika (Uvertyr); sånger till dikter av Anders Österling, Bo Bergman och Sten Hagliden, Cellokonsert och Sinfonia retrospettiva.
- Örebro kammarorkester, solist Christer Torgé, dirigent Lennart Hedwall. Verk av Larsson, Wirén, Hedwall (Canzona) och von Koch. Swedish Society Discofil SLT 33224, 1973.
- Romantic Scandinavia. Örebro kammarorkester, dirigent Lennart Hedwall. Verk av Järnefelt, Grieg, Nelsen, Björkander von Koch, Peterson-Berger, Larsson, Bull/Svendsen och Sibelius. Swedish Society Discofil SCD 1007, 1974/1983.
- 50 år svenska romanser. Margot Rödin och Carl Johan Falkman, sång, och Lennart Hedwall, piano. Bluebell of Sweden BELL 128, 1981.
- Erik Gustaf Geijer: Sånger. Iwa Sörenson och Rolf Leanderson, sång, och Lennart Hedwall, hammarklaver. Bluebell BELL 154, 1982.
- Lennart Hedwall, hammarklaver. Verk av Mozart, Haydn, Beethoven, Åhlström, Geijer, Almqvist och Josephson. Bluebell BELL 156, 1982.
- Carl Jonas Love Almqvist: Sånger och klaverfantasier. Iwa Sörenson, sång,  och Lennart Hedwall, hammarklaver. Bluebell BELL 161, 1983. Fonogrampriset 1984.
- Joseph Martin Kraus: Sånger. Rolf Leanderson, sång, och Lennart Hedwall, hammarklaver. Bluebell BELL 164, 1983.
- Hugo Alfvén: Sånger. Erik Saedén, sång, och Lennart Hedwall, piano. Bluebell BELL 173,  1983.
- Adolf Fredrik Lindblad: Sånger. Iwa Sörenson, sång, och Lennart Hedwall, hammarklaver. Bluebell BELL 186, 1984.
- Olof Åhlström: Skaldestycken, satte i musik. Rolf Leanderson, sång, och Lennart Hedwall, hammarklaver. Bluebell BELL 192, 1985.
- Upptäckter. Birgitta Svendén och Iwa Sörenson, sång, och Lennart Hedwall, piano. Sånger av Bäck, Forsberg, Hedwall, Jeppson, Johanson, Liljefors, Lundquist, Sköld och Uddén. Bluebell BELL 201, 1986.
- Herrgårdsmusik i Värmland. Värmlands Sinfonietta, solist Magnus Ericsson, dirigent Lennart Hedwall. Verk av Bratt, Piscator, Joh. Chr. Bach och Haydn. FABO SLP 33136, 1989.
- Carl Michael Bellman: Epistlar och sånger. Rolf Leanderson, sång, och Lennart Hedwall, hammarklaver. Bluebell ABCD 024, 1989.
- Dedikation! Musik av Wilhelm Peterson-Berger . Östersunds Serenadensemble, solister Karl-Ove Mannberg och Ola Karlsson, dirigent Lennart Hedwall. Proprius PRCD 9127, 1995.
- Mitt väsendes ton. Carl Jonas Love Almqvist: Fria Fantasier för Piano-Forte. Lennart Hedwall, hammarklaver. Sterling 1808-2, 2016.
- Poetic and Romantic Songs. Iwa Sörenson, sång, och Lennart Hedwall, hammarklaver och piano. Sterling 1819-2, 2016.